# 로터스 나무
로터스 나무(Lotus tree, 그리스어: λωτός)는 그리스 신화의 2개의 이야기에 등장하는 식물이다. 호메로스의 「오딧세이」에서는 기분 좋은 잠으로 이끄는 열매를 붙이는 나무로, 로토파고스족으로 불리는 도민의 유일한 음식으로서 그려져 있다. 그들이 로터스의 열매를 먹으면, 그들은 친구나 집도 잊어 고향의 토지로 돌아와 안일한 생활을 보낸다는 소망도 잃어 버렸다고 한다. 이 식물의 후보로서는 아프리카 원산의 반상록수로, 약 25피트의 높이까지 성장해 황녹색이 꽃을 피우는 고욤나무나 북부아프리카와 가베스만의 섬이 원산으로, 대추를 닮은 열매를 붙이는 Ziziphus lotus라고도 한다.
오비디우스의 「변신 이야기」에서는, 님프인 로티스는 바다와 물의 신 넵투누스의 아름다운 딸이다. 프리아포스의 폭력적인 구애로부터 피하기 위해, 그녀는 신의 도움을 요구해 신은 그녀를 로터스 나무로 바꾸는 것으로 그 기원에 대답했다고 여겨진다.
로터스의 나무는 욥기의 40:21-22에서도, 베히모스로 불리는 거대한 생물에 대해 쓰여진 시 중에서 언급되고 있다.

## 같이 보기
- 로토파고스족